# Killing Miranda
Killing Miranda (с англ. — «Убивая Миранду») — британская музыкальная группа, существовавшая в 1998—2007 годах. Первоначально коллектив исполнял готик-рок, однако постепенно стиль команды изменился в сторону индастриал-метала.

## История
Группа Killing Miranda была образована в 1998 году в Лондоне по инициативе вокалиста Ричарда Пайна, который в то время искал сессионных музыкантов для исполнения собственных песен. Собранный им состав, включавший гитаристов Дэйва Ирвина и Дэйва Тёрнера, басиста Криса Уорхема и ударницу Белль Стар (ранее игравшую в Nosferatu), оказался устойчивым, и уже в 1999 году музыканты выпустили альбом Blessed Deviant, посвящённый, по словам Пайна, «насквозь прогнившему обществу». Год спустя команду покинул Крис Уорхем, и место басиста занял Дэйв Ирвин, ранее исполнявший гитарные партии.
Второй альбом коллектива, Transgression by Numbers, был издан в 2001 году. На нём Killing Miranda уже отошли от классического готик-рока — в их творчестве теперь отчётливо проявились элементы индастриал-метала. Критики встретили этот диск сдержанным одобрением, а рост популярности группы позволил ей выступить на нескольких престижных фестивалях, в том числе на Wave Gothic Treffen.
Переход на лейбл Diesel Motor Records отметил окончательное преображение Killing Miranda в индастриал-метал команду. Третья студийная работа коллектива, Consummate, вышедшая в 2004 году, уже полностью была исполнена в этом жанре, что заставило критиков сетовать о потере группой «готической атмосферы». После выхода этого альбома музыканты ещё некоторое время выступали с концертами, однако перестали издавать новый материал. В июле 2007 года было объявлено о прекращении существования Killing Miranda. Члены коллектива продолжили музыкальную карьеру: Ричард Пайн сконцентрировал внимание на сольном индастриал-проекте UberByte, а Дэйв Ирвин и Дэйв Тёрнер основали хэви-метал-группу Sterile Prophet. Ударница Белль Стар вернулась в Nosferatu; кроме того, она некоторое время играла в коллективе Lahannya, исполняющем готик-метал, и в трибьют-группе The Cureheads (в последней также принимал участие бывший басист Killing Miranda Крис Уорхем).

## Стиль и влияние
Начав с готик-рока, Killing Miranda уже на втором альбоме стали использовать элементы, характерные для индастриал-метала, и к середине 2000-х окончательно порвали со своим готическим прошлым. Их позднее творчество несёт также некоторый отпечаток влияния групп глэм-рока, например, T. Rex.
Тематика творчества Killing Miranda с самого начала была достаточно провокационной — так, многие песни группы посвящены различным сексуальным девиациям. По словам самого Ричарда Пайна, во время работы над первым альбомом, содержащим ряд неоднозначных с точки зрения отношения к религии песен, на него повлиял «конфликт между христианским воспитанием, агностическим мировоззрением и телемитскими склонностями». В то же время тексты, написанные фронтменом коллектива, пронизаны иронией, а в оформлении обложек и буклетов к альбомам музыканты демонстрировали немалую долю чёрного юмора.

## Дискография

### Альбомы
- Blessed Deviant (1999)
- Transgression by Numbers (2001)
- Consummate (2004)

### Синглы и EP
- Burn Sinister EP (1998)
- «Teenage Vampire» (2000)
- «Enter the Dagon» (2004)
- «I Know What You Want» (2005)